# 星露谷物语
《星露谷物语》是一款由ConcernedApe开发的模拟类角色扮演游戏。在星露谷物语中，玩家所扮演的主角会远离办公室工作的烦扰，在一个名叫星露谷的地方重新开始打理祖父留下的荒废牧场。游戏于2016年2月首先发行Microsoft Windows版，同年随后发行OS X、Linux、PlayStation 4与Xbox One版，后于2017年发行Nintendo Switch版，2018年10月24日上架蘋果App Store。
本作受到《牧場物語系列》極大的啟發。遊戲開發者僅有Eric Barone一人，他花費了四年時間獨自進行開發。在開發期間透過與玩家們互相交流來改善製作方針，同時呵呵魚工作室接洽並負責遊戲發行事宜，讓開發者更能專注於完成遊戲。2018年之后，发行权逐步转交到开发者Eric Barone手中。
游戏在发售后获得了业界不错的口碑，截至2024年2月，全球的销量已超过三千万份。

## 游戏内容
《星露谷物语》是一款农业模拟游戏，其主要灵感来自《牧场物语》游戏系列。在游戏开始时，玩家创建自己的角色，并继承其祖父在鹈鹕镇上的一片土地和一间农舍。玩家可以从几种不同的农场地图类型中进行选择，每种类型的农场对玩家技能、资源等多方面的影响各不相同，经营难度也有所差异。农场由于废置已久而布满了巨石、树枝、树桩和杂草，玩家需要清理掉这些杂物，腾出空间来开垦耕地、种植作物、养殖动物以及建造各种农场设施，从而维持生计并谋求进一步发展。
玩家还可以与居住在城镇中的NPC居民进行互动，可以与之对话、送礼以及接取任务获得报酬。与居民的互动会影响其好感度，达到足够的好感度后，居民会允许玩家进入他们的房间，有时还会触发一些特殊剧情。其中还有12名居民为单身角色，玩家可以在培养足够的好感度后与之恋爱和结婚，这些居民结婚后会帮助玩家照看农场，之后玩家还可以选择与其生下孩子，若与同性结婚则可以选择领养孩子。除了种植和养殖，玩家还可以捕鱼、烹饪以及合成物品，也可以进入洞穴探索，从中开采矿物并与怪物战斗。
游戏使用的时间系统较为特殊，每年只有四个月，分别代表一个季节，每个月有28天。季节对玩家的经营活动有着多方面的影响，如限制玩家在该月能够种植的农作物品类和能够钓到的鱼类。鹈鹕镇每个月至少有两个节日，玩家可以通过参加节日活动来获得特殊物品和奖励。居民在每个游戏日的行程安排各不相同。每个游戏日玩家的可活动时间为早上6:00至次日凌晨2:00（相当于现实时间14分钟，忽略暂停），晚睡会导致玩家通过睡觉补充的能量值减少，而未在游戏日结束前睡觉会导致玩家强制昏睡并损失一定的金钱。
在小镇建设方面，玩家有两条路线可以选择：一是通过完成社区中心的收集包，借助“祝尼魔”的力量修复小镇的设施；二是加入Joja会员，通过消费并签署社区发展申请书来修复小镇的设施。前者要求玩家通过农牧活动收集并交付多种指定类型的物品，考验玩家在不同季节规划活动的能力；后者则只需要玩家花费金钱，考验玩家寻求致富技巧的能力。第二种路线虽然相对容易，但会使游戏目标变得“唯金钱化”而导致流程显得枯燥乏味。不同的路线对小镇居民的影响也有所不同。

## 评价
| 汇总媒体   | 得分                                                                   |
| ---------- | ---------------------------------------------------------------------- |
| Metacritic | IOS: 88/100 NS: 87/100 PC: 89/100 PS4: 86/100 PSV: 7.9/10 XONE: 89/100 |

| 媒体            | 得分   |
| --------------- | ------ |
| Destructoid     | 9.5/10 |
| Game Informer   | 8.7/10 |
| Game Revolution | [ 12 ] |
| Giant Bomb      | [ 13 ] |
| IGN             | 8.8/10 |
| PC Gamer英国    | 80/100 |
| Polygon         | 9/10   |

### 获奖
| 年份 | 大奖                                      | 分类                                     | 获奖情况 | 来源          |
| ---- | ----------------------------------------- | ---------------------------------------- | -------- | ------------- |
| 2016 | 金摇杆奖2016                              | 最佳独立游戏                             | 提名     | [ 17 ] [ 18 ] |
| 2016 | 金摇杆奖2016                              | 年度电脑游戏                             | 提名     | [ 17 ] [ 18 ] |
| 2016 | 金摇杆奖2016                              | 突破奖                                   | 獲獎     | [ 17 ] [ 18 ] |
| 2016 | The Game Awards 2016                      | 最佳独立游戏                             | 提名     | [ 19 ] [ 20 ] |
| 2016 | Giant Bomb's 2016 Game of the Year Awards | 最惊喜奖                                 | 提名     | [ 21 ]        |
| 2016 | Giant Bomb's 2016 Game of the Year Awards | 最佳游戏                                 | 提名     | [ 22 ]        |
| 2016 | 游戏开发者选择奖                          | 最佳初登场游戏                           | 提名     | [ 23 ]        |
| 2016 | 独立游戏节                                | 塞尤玛斯·麦克纳利奖                      | 提名     | [ 24 ]        |
| 2016 | 2016 SXSW Gaming Awards                   | Most Promising New Intellectual Property | 提名     | [ 25 ]        |
| 2016 | 第13届英国学院游戏奖                      | 最佳游戏                                 | 提名     | [ 26 ]        |
| 2016 | NAVGTR奖                                  | Game, Simulation                         | 獲獎     | [ 27 ]        |
| 2016 | NAVGTR奖                                  | Game of the Year                         | 提名     | [ 27 ]        |
| 2016 | NAVGTR奖                                  | Original Light Mix Score, New IP         | 提名     | [ 27 ]        |
| 2017 | Steam大奖                                 | “”奖                                     | 獲獎     | [ 28 ]        |
| 2024 | Steam大奖                                 | “”奖                                     | 提名     | [ 29 ]        |

## 腾讯代理
2018年11月30日，腾讯极光计划发布官方微博，宣布代理《星露谷物语》手机版游戏。